# Système de coordonnées galactiques
 (octobre 2017).
Si vous disposez d'ouvrages ou d'articles de référence ou si vous connaissez des sites web de qualité traitant du thème abordé ici, merci de compléter l'article en donnant les références utiles à sa vérifiabilité et en les liant à la section « Notes et références ».
Pour les articles homonymes, voir Latitude (homonymie).

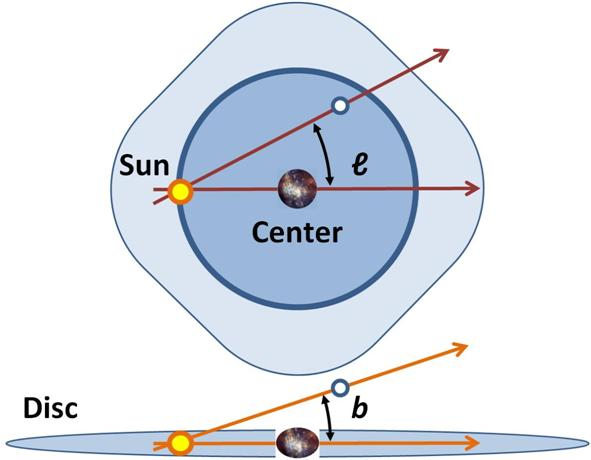
Illustration des coordonnées galactiques ℓ et b.

En astronomie, les coordonnées galactiques sont un des nombreux systèmes de repérage sur la sphère céleste, adaptés aux objets situés dans notre Galaxie et non situés dans le voisinage proche du Soleil. De tels objets sont pour la plupart situés dans le plan galactique, qui occupe une bande relativement étroite sur le ciel. Les coordonnées galactiques sont un repérage effectué à l'aide d'une latitude et d'une longitude définies de telle sorte que le plan galactique corresponde à l'équateur, et l'origine des longitudes corresponde au centre galactique. La plupart des objets situés dans notre galaxie ont donc une latitude galactique faible en valeur absolue.

## Fonctionnement
Le système de coordonnées galactiques est un système de coordonnées célestes qui prend en compte la rotation de la Galaxie sur elle-même. On parle ici aussi de longitude et de latitude galactiques, notées respectivement ℓ et b.
Le plan de référence de ce système est le plan de la Galaxie centré sur le centre galactique. Ce plan fait un angle d'approximativement 123° avec le plan équatorial terrestre.[réf. nécessaire]
Dans ce plan, la direction de référence de la mesure est la direction du centre de la Galaxie.
- La longitude galactique est l'angle (en degrés) entre cette direction de référence et la projection de l'objet sur le plan de la galaxie. La longitude galactique vaut 0° dans la direction du centre de la Galaxie, dans la constellation du Sagittaire. Le long de l'équateur galactique, on trouve le Cygne vers 90°, le Cocher à l'opposé du centre galactique (donc vers 180°), et la constellation des Voiles à 270°.

- La latitude galactique est la mesure de l'angle entre le plan de référence et l'objet avec le Soleil au centre. Elle mesure en degrés la hauteur de cet objet de 0° dans le plan de référence à 90° au pôle nord galactique, dans la constellation de la chevelure de Bérénice, proche de l'étoile Arcturus, et à -90° au pôle Sud galactique, dans la constellation du Sculpteur.

## Conventions
En 1959, l'Union astronomique internationale a défini la conversion standard entre le système de coordonnées équatoriales et le système de coordonnées galactiques. Le pôle nord galactique a pour ascension droite 12 h 51 min 26,282 s et pour déclinaison 27° 07′ 42,01″.
Le centre galactique (par définition à zéro degré de longitude) est situé en 17 h 45 min 37,224 s, −28° 56′ 10,23″ (J2000), et l'inclinaison du plan de l'équateur galactique est de 122,932° (J2000). Comme le plan de l'équateur galactique passe par le Soleil, il se situe au-dessus du centre de la Galaxie, celui-ci est décalé de l'origine des longitudes, en 17 h 45 min 40,04 s, −29° 00′ 28,1″ (J2000), à 3' de degré au sud de l'origine.
Tous les objets qui suivent la rotation du Soleil autour du centre de la Galaxie sont immobiles dans ce système de coordonnées.